# Šmalkaldy
Šmalkaldy (něm. Schmalkalden) jsou německé město ležící v jihozápadním Durynsku, v zemském okresu Šmalkaldy-Meiningen, na soutoku řek Schmalkalde a Stille.

## Geografie
Sousední obce: Breitungen/Werra, Fambach, Floh-Seligenthal, Rotterode, Altersbach, Springstille, Christes, Metzels, Wasungen, Schwallungen a Rosa.
Části obce: Aue, Asbach, Breitenbach, Grumbach, Haindorf, Helmers, Mittelschmalkalden, Mittelstille, Möckers, Näherstille, Niederschmalkalden, Reichenbach, Volkers, Weidebrunn a Wernshausen.

## Historie
První zmínka o tomto místě pochází z roku 874. Město je známé zejména díky šmalkaldskému spolku, který v tomto městě vznikl, a šmalkaldské válce (1546-47).
Během křišťálové noci byla zničena městská synagoga. 14. února 1945 bylo město zasaženo náletem, při kterém byla zničena řada historických budov.

## Památky
- kostel sv. Jiří z 15. století
- renesanční zámek Wilhelmsburg

## Demografie
| 1830  | 1950   | 2000   | 2011   |
| ----- | ------ | ------ | ------ |
| 5 327 | 12 665 | 18 551 | 19 798 |

## Osobnosti města
- Johannes Matthaeus (1526–1588), teolog
- Johannes Bornschürer (1625–1677), teolog
- Johann Conrad Geisthirt (1672–1737), historik
- Johann Simonis (1698–1768), teolog a orientalista
- Christian von Massenbach (1758–1827), spisovatel
- Karl Friedrich Vollgraff (1794–1863), sociolog
- Karl Wilhelm (1815–1873), hudební skladatel
- Eberhard Weis (1925–2013), historik
- Karl-Heinrich Bieritz (1936–2011), teolog
- Wolfgang Wicht (* 1937), anglista
- Dietrich Papsch (* 1938), aktivista a spisovatel
- Angela Steinmüller (* 1941), matematička
- Christa Moog (* 1952), spisovatelka
- Ulrike Apel-Haefs (1952–2009), politička (SPD)
- Manfred G. Schmidt (* 1952), epigrafik
- Kirsten Tackmann (* 1960), politička
- Frank Luck (* 1967), bývalý biatlonista
- Kati Wilhelmová (* 1976), bývalá biatlonistka a běžkyně na lyžích

## Partnerská města
- Alpignano, Itálie
- Dinkelsbühl, Německo
- Fontaine, Francie
- Recklinghausen, Německo
- Tábor, Česko
- Waiblingen, Německo